# 주천면 (영월군)
주천면(酒泉面)은 대한민국 강원특별자치도 영월군의 북서쪽에 위치한 면이다. 북쪽으로 무릉도원면과 남쪽으로 한반도면에 경계를 접하고 있다.

## 개요
주천면은 고려때 주천현(酒泉縣)이 있었던 곳으로 원주목에 소속되었다가 1905년 조선 고종 42년에 영월군으로 편입되었다. ‘주천’이라는 지명은 술이 샘솟는다는 주천석(酒泉石)에서 시작되었으며 지금도 망산 밑에는 주천이라는 샘터가 잘 보존되어 있다. 주천강을 사이에 두고 ‘청허루’(淸虛樓)와 ‘빙허루’(憑虛樓)가 마주보고 서 있는데, 조선 순조 때의 대학자로 평창 봉평출신인 봉서 신범(辛汎)은 《월행(越行)》이라는 영월기행문에서 《청허루》의 풍경을 읊기도 했다.

## 행정 구역
- 주천리(酒泉里)
- 판운리(板雲里)
- 도천리(桃川里)
- 신일리(新日里)
- 금마리(金馬里)
- 용석리(龍石里)

## 교육
- 주천초등학교 (주천리)
- 도천초등학교 (폐교) - 느지내길 3 (도천리)
- 금마초등학교 (폐교) - 송학주천로 899-6 (금마리)
- 금룡초등학교 (폐교) - 금용길 393 (용석리)
- 판운초등학교 (폐교) - 평창강로 59 (판운리)
- 주천중학교
- 주천고등학교